# Gran Puente de Akashi Kaikyō
El Gran Puente del Estrecho Akashi Kaikyō (明石海峡大橋 Akashi-kaikyō Ōhashi?) o Gran Puente del Estrecho de Akashi es un puente colgante de Japón que une la ciudad de Kōbe con la isla de Awaji, cruzando uno de los estrechos más transitados del mundo (más de 1000 embarcaciones diarias). Inaugurado en 1998, tiene una longitud de 3911 m y su vano central, de 1991 m, lo hacen, desde su finalización el puente colgante más largo del mundo. Es soportado por dos cables que son considerados también como los más resistentes y pesados del mundo.

## Historia

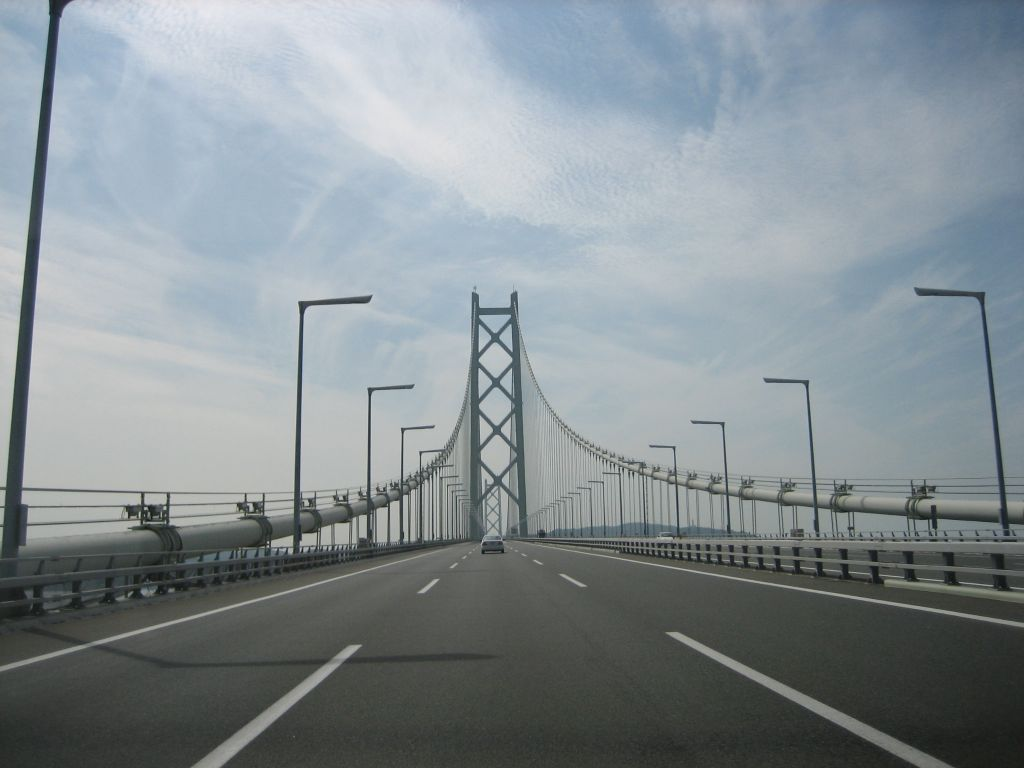
Vista desde la carretera.

Antes de la construcción del puente, los ferris transportaban a los pasajeros a lo largo del estrecho de Akashi en Japón. Esta vía de navegación es peligrosa a menudo a causa de las fuertes tormentas de la región, que en 1955 provocaron el hundimiento de dos barcos, causando 168 víctimas mortales, todos niños. El impacto fue tan grande en la opinión pública que el gobierno japonés decidió desarrollar los planes para ejecutar un puente colgante en el estrecho. El plan original proyectaba un puente mixto de ferrocarril y carretera, pero cuando la construcción empezó en abril de 1986, la construcción fue restringida a la carretera, construyendo seis carriles. La construcción no comenzaría hasta mayo de 1986, y el puente fue abierto al tráfico el 5 de abril de 1998.

## Datos del puente
Cuando se empezó a construir el puente, este mediría 3910 m, pero cuando ya estaban construidas las torres y estaban los cables principales instalados, sucedió el Gran Terremoto de Hanshin (1995), que separó ambas torres casi un metro. Tras estudiar el problema, se continuó la construcción con ligeras modificaciones en el proyecto, continuando con lo que ya estaba construido y quedando la longitud final en los 3911 m actuales. Los cables que sostienen el puente flotante están formados por 37000 alambres de acero ultrarresistente cuya longitud, si los juntásemos uno detrás de otro, darían siete vueltas y media a la Tierra.

## Construcción

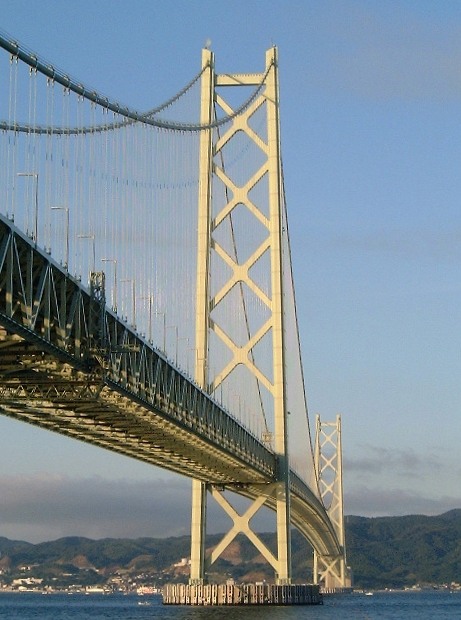
Vista de uno de los pilones principales.

El puente japonés de Akashi Kaikyo es el puente en suspensión más alto, largo y costoso del mundo, se yergue contra todo pronóstico en uno de los lugares más difíciles para su construcción, debido a que se encuentra en la ruta de los tifones, a merced de vientos que alcanzan la increíble velocidad de 290 km/h, una potencia capaz de arrancar los tejados de las casas y desraizar los árboles. Además, atraviesa una de las rutas comerciales más concurridas y por lo tanto, más peligrosas del mundo, debido a su tránsito naval, con el añadido de situarse en medio de una importante zona de terremotos. 
El puente Akashi Kaikyo tiene una enorme autopista de seis carriles que conecta la dinámica metrópolis de Kōbe, en la isla principal, con la isla de Awaji hacia el sur. Para los habitantes de los pueblos pesqueros de ese lugar, constituye un enlace vital con las escuelas y hospitales de la ciudad de la isla principal. El puente representa un símbolo de orgullo nacional para Japón y es el eslabón final de una red de puentes que conectan las cuatro islas niponas, proporcionando un transporte rápido y eficaz, abriendo el acceso al comercio, a las empresas y al turismo en toda la zona.
Este puente está en posesión de tres récords del mundo: con sus 280 m de altura, es el puente en suspensión más alto del mundo, cada una de sus dos torres mide tanto como un edificio de 80 pisos. Con un arco central de más de 1,6 km es el puente en suspensión más largo del planeta y casi duplica la longitud del puente Golden Gate de San Francisco. Y si esto fuera poco, también es el puente más caro que se ha construido en la historia con un coste de más de tres mil millones de euros.
El estrecho de Akashi es una barrera de cuatro kilómetros de mar hostil que separa la isla de Awaji con el resto de Japón. Tiene más de cien metros de profundidad con una corriente cercana a 14 km/h en los días de calma. La zona se ve azotada frecuentemente por tifones y vientos racheados que alcanzan una velocidad de 290 km/h y destruyen casi todo lo que encuentran a su paso. El estrecho es además una de las rutas comerciales más concurridas de Japón y la arteria principal que conecta las cuatro islas niponas. Todos los días más de 1000 barcos atraviesan estas aguas densamente transitadas, y en primavera los peligros se incrementan, una espesa niebla se apodera del canal y provoca el hundimiento de cientos de barcos todos los años.
Los gobiernos nacional y local estudiaron durante años la construcción de un puente sobre la barrera de los estrechos de Akashi, para conectar a una de las ciudades más grandes del país con la isla de Awaji y sus pueblos pesqueros. Pero tuvo que ocurrir un desastre fatal para que el proyecto se materializara, una colisión de dos Ferris que transportaban niños hacia el colegio, produjo una grave tragedia con multitud de fallecidos. El accidente provocó que el gobierno se replantease la necesidad de llevar a cabo el proyecto del puente.
Para enfrentarse a semejante desafío, el gobierno japonés creó la autoridad del puente Honshū Shikoku, su misión consistió en construir lo imposible, hicieron falta 30 años de investigaciones de nuevas tecnologías antes de empezar a construir el puente. En mayo de 1988 se iniciaron las obras y los constructores se enfrentaron al proyecto más atrevido de su carrera, tenían por delante 10 años de retos desconocidos, contratiempos y desastres naturales. La construcción del puente en suspensión más grande del mundo representaba una labor monumental, hicieron falta miles de millones de euros, 181 000 toneladas de acero y 1,4 millones de m3 de hormigón. Sus cimientos son del tamaño de un edificio de 20 pisos, sus torres son casi tan altas como la Torre Eiffel de París y sus cables podrían dar la vuelta al mundo siete veces.
El puente de Akashi iba a ser casi medio kilómetro más largo que cualquier puente en suspensión que se había construido hasta entonces. En teoría el diseño de puentes en suspensiones es muy sencillo, sobre el agua se extienden dos cables principales sujetados por dos torres, la carretera cuelga de esos cables que están anclados a ambos lados de la misma, es una fórmula probada hasta la saciedad y funciona de forma excelente. Pero la longitud de los puentes en suspensión tiene un límite, para impedir que se desplomen los cables y la carretera, tienen que ser mucho más fuertes y tan ligeros como sea posible. Cuanto más largo sea un puente más pesa; un puente en suspensión está diseñado en primer lugar para sostener su propio peso y la fortaleza de sobra será utilizada para soportar la carga del tráfico. La carga que soporta el puente de Akashi procede en un 91 % de su propio peso y solo el 9 % restante corresponde al tráfico de vehículos.
En mayo de 1988, el primer problema al que se enfrentaron los ingenieros japoneses fue dónde colocar los enormes cimientos donde reposaría el puente, ya que los traicioneros estrechos de Akashi les ocasionaron más de un quebradero de cabeza. El lugar ideal para su construcción estaba en medio de un canal marítimo muy concurrido, y los cimientos supondrían un obstáculo importante para las innumerables embarcaciones que lo surcaban todos los días. El canal media casi 1,5 kilómetros de ancho, y para evitarlo con seguridad tuvieron que separarse casi dos kilómetros, lo que convirtió a Akashi en el puente en suspensión más largo del mundo, pero había que resolver algún problema aún mayor. Normalmente los cimientos de los puentes se colocan en medio del agua, se rellena de hormigón secciones cilíndricas y se hunden por su propio peso, se repite el proceso y se levantan los cimientos desde las orillas en distintas fases, pero los estrechos de Akashi tienen 110 m de profundidad y son muchos más hondos que la mayoría de los cimientos donde se construyen puentes, es más, las rápidas corrientes impiden que se empleen las técnicas normales de construcción porque el agua lo arrastra todo, así que a los diseñadores del puente se les ocurrió una solución novedosa, arriesgada y no comprobada a esa escala. Propusieron fabricar dos enormes moldes de acero en diques secos, uno para cada una de las cimentaciones del puente, una vez fabricadas se remolcaron hacia el mar y se hundieron con precisión en el punto exacto. Hasta entonces, nadie había intentado hacer nada igual a una escala similar.
En marzo de 1989, los gigantescos moldes de acero para los cimientos del puente ya estaban acabados, sus anillos huecos de dos capas de acero median 70 m de alto y 80 m de ancho. A las 17:30 del 26 de marzo, 12 remolcadores zarparon del muelle arrastrando hacia el mar la primera de las dos grandes estructuras huecas, no era una tarea fácil porque cada molde pesaba 15 000 toneladas, el equivalente a 40 aviones Jumbo. Bajo la supervisión de la guardia costera, las barcazas remolcaron los inmensos rascacielos flotantes a través de la concurrida ruta de navegación y sobre aguas turbulentas. Se tardó 38 horas en trasladar cada uno de los dos moldes hasta su sitio, posteriormente se emplearon 32 bombas de agua para llenar de agua cada uno de los gigantescos moldes, llenando individualmente 250 millones de litros de agua, tardando más de 8 horas en finalizar este proceso para conseguir que los cimientos se asentaran en el lecho marino correctamente.
Para completar los gigantescos cimientos, tenían que rellenarlos de hormigón pero existía un problema, los cimientos estaban llenos de agua y si se vierte hormigón ordinario se disuelve como una aspirina. Para resolver ese problema, los ingenieros tuvieron que hacer algo que nunca se había hecho antes, crear un súper-hormigón que se endureciese con el agua. El hormigón desarrollado fue insertado en sustitución del agua de mar presente en los cimientos; al comenzar esta operación, se rellenó con más de 265 m3 de hormigón.
En los 200 años de vida estimados para el puente, deberá enfrentarse a grandes terremotos con regularidad, además los constructores sabían que los cimientos de hormigón podían agrietarse y hundirse durante un terremoto porque no son lo suficientemente flexibles. El plan de los ingenieros era fabricar un acero resistente a temblores de hasta una marcación de 8,5 en la escala de Richter, haciendo que se disparase el presupuesto hasta los 3000 millones de euros.
Cada torre del puente de 283 m estaba formada por cinco secciones de 170 toneladas encajadas cada una encima de la otra, por más de 700 000 tornillos. Cada sección tenía que ser perfectamente llana, cualquier irregularidad se iría magnificando a medida que la torre ganase altura, si las torres se desviaban nada más un par de centímetros al llegar a su máxima altura, el puente podría derrumbarse. Por todo ello su construcción y ensamblaje requirió de una precisión absoluta y detallada, tardando 18 meses en completar todo el proceso de construcción de las torres.
En noviembre de 1993, los ingenieros iniciaron la fase más crítica del proyecto: la construcción del gigantesco cable principal de más de un metro de ancho del que suspendería casi todo el peso del puente, un total de 160 000 toneladas, tres veces el peso del Titanic. Fueron necesarios 300 000 km de cables, suficientes para rodear la tierra siete veces, además cada uno de los dos cables principales estaba fabricado con 37 000 hebras de alambre. El peso de unos cables tan grandes es uno de los elementos que limitan la longitud de los puentes en suspensión, cuantos más largos son, más pesan y al final el puente se hunde por su propio peso.
Para cubrir el arco central de 2 km entre ambas torres, los ingenieros tuvieron que desarrollar un cable de acero el doble de fuerte que uno convencional, lo que hizo posible utilizar un solo cable por cada lado en vez de dos. Este cable súper fuerte sólo se fabrica en Japón, sus creadores cambiaron la composición del acero añadiendo aleaciones de silicio, logrando un cable que batía todos los récords mundiales de resistencia, de tal modo que, un cable de 5 mm podía ser capaz de aguantar el peso de tres coches familiares. De esta manera utilizaron 37 000 cables para sujetar el puente.
La fabricación de los cables principales fue también un hito sin precedentes, nunca se había hecho a una escala tan grande, para ello hubo que unir 127 alambres de 5 mm, que a su vez estaba formado por 290 hebras para crear los cables principales compuestos por un total de 37 000 cables. El cable final medía más de 4 km de largo, pero la construcción del cable no supuso el mayor reto, éste se presentaba a continuación. Los ingenieros tenían que tender el enorme cable por encima del atestado canal de navegación y cubrir una longitud de más de 4 km de ancho. Para ello, antes tuvieron que tender una cuerda guía sobre el estrecho de Akashi, sólo entonces podían llevar el cable hasta el otro lado, pero los constructores del puente no podían cerrar una artería marítima tan transitada, y se vieron obligados a seguir una ruta mucho más peligrosa por vía aérea. Para ello utilizaron un helicóptero con una cuerda de kevlar ultra fuerte y así guiarla sobre lo alto de las torres, sería como enhebrar una aguja con un helicóptero, por esta circunstancia tuvieron que buscar un piloto con una amplia experiencia y cualificación.
En diciembre de 1994, después de seis años y medio de peripecias, el puente en suspensión más grande del mundo se erigía a medio terminar en pleno estrecho de Akashi. El siguiente paso de los ingenieros fue construir la carretera de seis carriles de cuatro kilómetros de largo que cruzaría el estrecho; era sin duda la parte más compleja y crítica del proyecto, y la más expuesta a las imprevisibles fuerzas de la naturaleza. La cubierta de la carretera está literalmente suspendida por los cables y se sujeta por su propio peso, si fallase el diseño, los vendavales podrían volar la plataforma como si fuese un juguete, provocando un verdadero cataclismo. Para vencer las fuerzas del viento, a los ingenieros se les ocurrió una idea increíble, construir la cubierta con miles de vigas de acero, colocándose en forma de parrilla triangular, el cual es uno de los diseños más resistentes de la ingeniería. Para incrementar su fuerza le añadieron un estabilizador vertical que recorre el centro del puente, tiene una forma parecida a la aleta de un avión y cuelga bajo la cubierta, cuando sopla el viento el estabilizador equilibra la presión encima y debajo de la carretera y reduce las vibraciones. También instalaron una malla de acero en el centro de la carretera y a lo largo de los lados, permitiendo que el viento la atraviese, deteniéndose así la presión que se acumula debajo.
En enero de 1995, comenzó la fase final de la construcción del puente, es decir, la construcción de la carretera. La estructura continuaba siendo muy vulnerable hasta que se acabase la autopista, los diseñadores del puente denominan a esta fase “condición temporal”, porque es el momento más peligroso para un puente, en especial en un país propenso a los terremotos como es Japón, por ello los ingenieros trabajaban muy duro para conseguir finalizar el puente lo antes posible. Sin embargo, el 17 de enero de 1995 a las 5:46 a. m., un terremoto hizo temblar la ciudad de Kōbe, fue el mayor terremoto registrado en Japón desde 1923 y marcó un catastrófico 7,2 en la escala Richter, destruyendo prácticamente toda la ciudad. En cuestión de minutos se derrumbaron 100 000 edificios y 40 000 personas resultaron heridas, la cifra de fallecidos ascendió a más de cuatro mil personas, además fracturó las autopistas, vías ferroviarias, puentes, etcétera. El epicentro del terremoto estaba a 20 km de la ciudad de Kōbe y a tan sólo 4 km del puente de Akashi, con la carretera sin terminar, la estructura era acusadamente vulnerable. Afortunadamente los ingenieros respiraron aliviados al comprobar que el puente seguía de una pieza, las inspecciones iniciales no revelaron ningún daño, sin embargo, días posteriores realizando un examen más detallado, encontraron que en el lecho marino se había abierto una falla justo en medio de las dos torres del puente, esto produjo un hecho alarmante: el anclaje y la torre de la costa de la isla de Awaji se habían corrido más de un metro hacia un lado y lo que era más preocupante, el terremoto había estirado más de un metro la longitud del puente, convirtiéndose en un duro golpe para los diseñadores, ya que este contratiempo pudo suponer un retraso importante en la construcción. Pero los ingenieros tuvieron mucha suerte, irónicamente y a pesar de sus temores el puente seguía en pie porque todavía no estaba acabado, ya que si hubiera tenido la carretera instalada hubiera sufrido daños más graves. Las torres habían sobrevivido gracias a su acero flexible y también a su diseño especial a prueba de terremotos, dentro de cada una de las gigantescas torres de acero hay 20 enormes estructuras que absorben los impactos y ayudan a las torres a mantenerse firmes ante fuertes vientos y terremotos. Se trata de unos péndulos gigantes que pueden oscilar en cualquier dirección, si un terremoto empuja el puente hacia un lado, los péndulos se mueven hacia el lado opuesto, es el único puente del mundo que ha sobrevivido a un impacto vertical tan grande durante su construcción.
Un mes después del terremoto, los ingenieros retomaron nuevamente las obras, pero para ello, antes tuvieron que resolver un tema urgente, modificar el diseño, alargando la longitud de las vigas y la distribución de los cables de suspensión, aunque parezca increíble, la obra finalmente sólo se retrasó un mes más de la predicción inicial. En junio de 1995, comenzó la finalización del puente con el montaje de la carretera, tardando más de 15 meses en colocarse sobre el estrecho pieza a pieza las 280 secciones de vigas. El 18 de septiembre de 1996, se encajó la última sección en su sitio.
El 5 de abril de 1998 se inauguró oficialmente el puente, convirtiéndose en un hito de la ingeniería civil, reduciendo el tiempo de recorrido de 40 minutos en Ferry a 5 minutos en coche. En la actualidad más de 23 000 coches circulan a diario por él, pero aunque el puente está diseñado para durar 200 años, su mantenimiento ocupa las 24 horas del día, los 7 días de la semana. Desde el centro de control del puente se supervisan todos los aspectos de su funcionamiento. El sistema de suspensión del que cuelga todo el puente dispone de su propio sistema de aire acondicionado para impedir que los cables se corroan y hay sensores de medición del viento que registran alteraciones en la cubierta del puente. Desde su inauguración, el puente sólo se ha cerrado tres veces a causa del mal tiempo.
| Predecesor: Puente Humber (Río Humber, UK) | Puente con el vano más largo del mundo 1998-presente | Sucesor: - |